# Qurayyat
Qurayyat est une ville du Sultanat d'Oman située dans le muhafazah de Mascate, entre la capitale Mascate et Sour à laquelle elle est reliée par une route à quatre-voies. La population est d'environ 20 000 habitants.
La ville a un riche passé, particulièrement d'exportation maritime de chevaux.
L'occupation portugaise a cassé son essor.
La ville conserve une activité importante de pêche et de production de paniers.
Points d'intérêt touristique :
- fort du XIXe siècle,
- tour de garde triangulaire, sur la corniche,
- plage de sable,
- excursions dans le Wadi Aday...
- proximité de Sur et de Mascate.

En 2018, la température s'est maintenue au-dessus de 41,9 °C durant 51 heures, ce qui constitue un record.